# Mosquée Osman-Chah

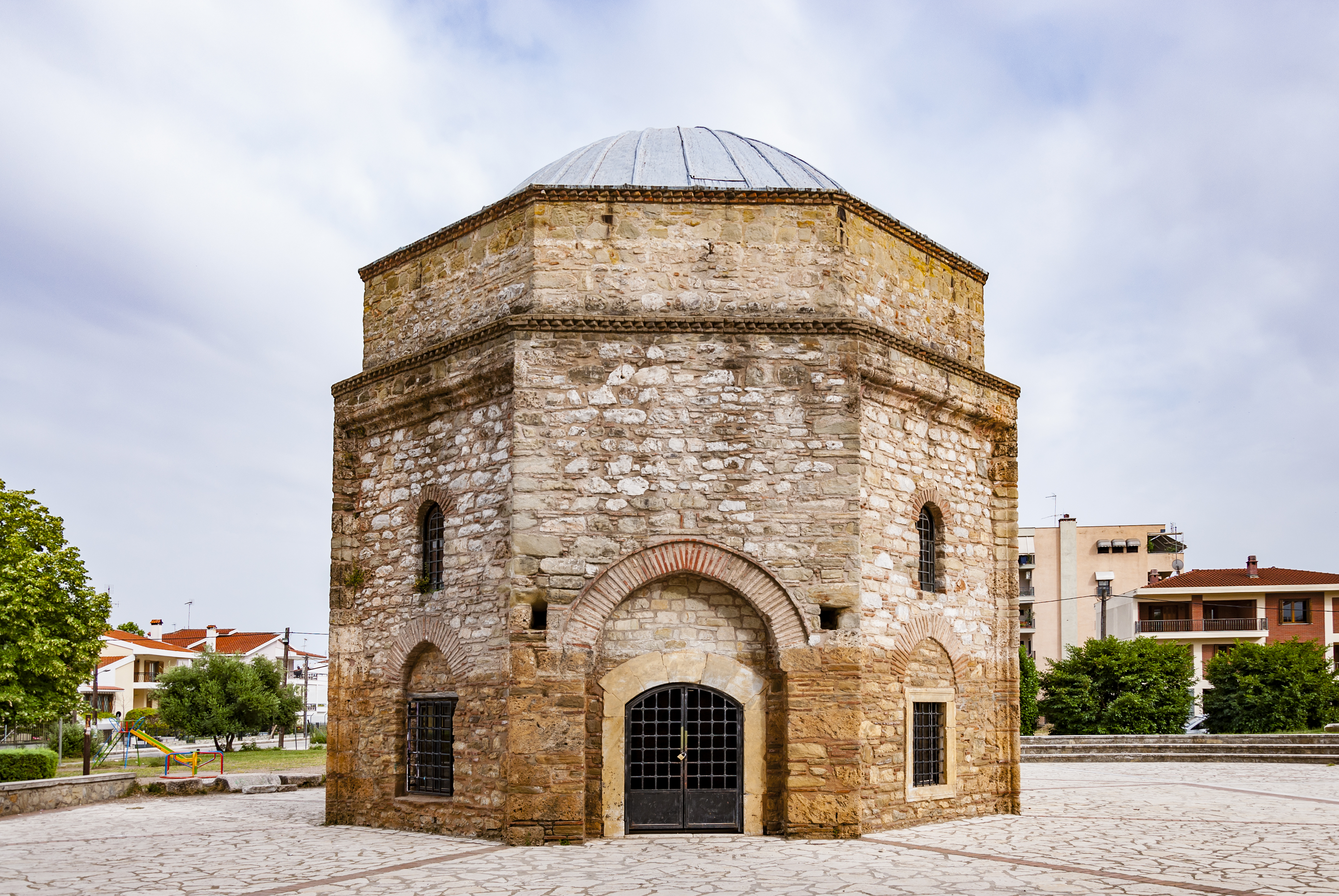
Le turbe d'Osman Chah vu depuis le sud-est de la mosquée.

La mosquée Osman-Chah (en grec moderne : Τέμενος Οσμάν Σαχ / Témenos Osmán Sach), également appelée mosquée Koursum (Κουρσούμ τζαμί, « mosquée de plomb ») est un édifice ottoman du milieu du XVIe siècle situé dans la ville grecque de Tríkala, en Thessalie. La mosquée et un turbe sont les vestiges d'un complexe commandité par Osman Chah, gouverneur de Tríkala. Unique œuvre du célèbre architecte Sinan en Grèce, la mosquée rénovée dans les années 1990 accueille désormais des expositions culturelles.

## Histoire
Au milieu du XVIe siècle, Osman Chah, gendre,, ou neveu du sultan Soliman, fut gouverneur du sandjak de Tríkala et Lépante. Important dignitaire ottoman, il fit ériger dans les années 1550 ou peu avant sa mort en 1567-1568,, un imposant complexe comprenant notamment une madrassa, une mosquée, un imaret, un khan et des bains. L'édifice serait l’une des 76 mosquées du célèbre architecte Sinan, la seule subsistante en Grèce et l'une des rares des Balkans parvenues jusqu'à nous dans un état de conservation et d'intégrité satisfaisant. Le voyageur Evliya Çelebi en fit une description lors de son passage dans la région un siècle après sa construction.
Le monument est préservé relativement intact jusqu'à la fin de la domination ottomane, mise à part la potentielle reconstruction du dôme au XIXe siècle à la suite d'un séisme. La mosquée fut par la suite victime des nombreux conflits et utilisée comme entrepôt de fourrage et étable au début du XXe siècle. À cette même époque, le porche s'effondra,.
Classé monument historique en 1936, l'édifice bénéficia dans les années 1990 d'une importante restauration avec l'aide de financements européens, qui permit notamment du reconstruire le porche. Le lieu accueille désormais des expositions culturelles,.

## Architecture
Située au bord de la rivière Lithéos (el), la mosquée Osman-Chah est construite en appareil cloisonné, la maçonnerie alternant une rangée de pierres de taille calcaires verdâtres et trois rangés de briques. Elle présente trois rangées de fenêtres en façade, à l'exception du mur oriental de la qibla qui ne possède que deux fenêtres au niveau inférieur. Au dernier niveau, seule la fenêtre centrale sur chacune des trois façades est rectangulaire, les deux autres étant de forme circulaire.
La mosquée est caractérisée par un imposant dôme octogonal sur pendentifs, le plus grand de Grèce avec 18 m de diamètre et 22,5 m de haut,, dont le tambour est percé de huit fenêtres. Entièrement constitué de briques et recouvert de plomb, le dôme est renforcé par une paire d'arcs-boutants au niveau de chacun des quatre pendentifs. Au sommet des façades, l'avant-toit est formé par un double rang de tuiles en dents-de-scie créant un encorbellement. Un minaret en pierre d'environ 23 m de hauteur est conservé jusqu'au balcon.
Le porche, de 24,57 m de long, dépasse de chaque côté de la salle de prière carrée mesurant 21,4 m de côté (murs compris) de manière à intégrer le minaret dans la symétrie de la façade. Il est supporté par six colonnes à chapiteau turc et surmonté par cinq petits dômes sur pendentifs. Au sommet du portail de marbre blanc et vert figurait une inscription dédicatoire aujourd'hui disparue. Le portail d'entrée est encadré de chaque côté par une fenêtre, elles-mêmes au milieu de deux niches. Au nord-ouest, une petite porte donnant sur la façade principale permet d'accéder au minaret.
À l'intérieur, le mur de la qibla accueille le mihrab richement peint en son centre, ainsi qu'un remarquable minbar aujourd'hui disparu. Une galerie surélevée en bois d'une largeur de 4 m, accessible depuis deux escaliers dans le mur de part et d'autre de l'entrée, court sur toute la longueur de la façade principale. Des vases acoustiques sont intégrés dans le mur intérieur au niveau des pendentifs, une technique courante dans l'architecture byzantine.
À 13,2 m au sud-est de la mosquée se trouve le mausolée (turbe) d'Osman Chah, construit en pierres et en briques et surmonté d'un dôme de plomb,.